# 75e Legerkorps
Het Duitse 75e Legerkorps (Duits: Generalkommando LXXV. Armeekorps) was een Duits legerkorps van de Wehrmacht tijdens de Tweede Wereldoorlog. Het korps nam alleen deel aan de Italiaanse Veldtocht.

## Krijgsgeschiedenis

### Oprichting
Het 75e Legerkorps werd opgericht op 15 januari 1944, door omdopen van de “Generalkommando Walküre” in Frankfurt am Main in Wehrkreis IX. Eigenlijk werd op dat moment het “75e Legerkorps voor speciale inzet” (LXXV. Armeekorps z.b.V.) gevormd. Pas op 15 juni 1944 kreeg het zijn uiteindelijke naam “75e Legerkorps”.

### Inzet
Op 24 januari 1944 werd het korps op (trein)transport gezet, via München en Verona naar Ligurië. Het korps nam de kustverdediging van de Ligurische kust op zich, maar ook anti-partizanen acties, constructie van vestingwerken op Elba en rond Genua, La Spezia en Livorno. Dit duurde tot midden juli 1944. Op dat moment kwam de frontlijn zover noordelijk, dat deze het gebied van het korps beroerde. Het korps kreeg vanaf nu ook een frontlijn-status, met het meest westelijke stuk van het Italiaanse front. Tussen 17 en 20 augustus werd het korps weer uit het front gehaald en naar het gebied rond Turijn verplaatst. Dit als reactie op de geallieerde landingen in Zuid-Frankrijk (Operatie Dragoon), waarbij het gevaar bestond dat deze legers zich via de Alpenpassen naar Italië zouden bewegen. Het korps kreeg de opdracht een front te vormen in de West-Alpen. In deze positie bleef het korps eigenlijk tot april 1945. In 1945 werd de kern van de verdedigingslinie van het korps gevormd door de 34e Infanteriedivisie en 5e Bergdivisie, af en toe aangevuld met de 2e Italiaanse  Infanteriedivisie "Littorio". Nadat het geallieerde lenteoffensief ingezet was, kwam ook de rugdekking van het korps in gevaar. Op 25 april gaf het korps aan zijn divisies (34e Infanteriedivisie, 5e Bergdivisie, 2e Italiaanse  Infanteriedivisie "Littorio" en delen  van de 4e Italiaanse Bergivisie "Monte Rosa") bevel zich van de grens los te maken en terug te trekken naar Aosta en Turijn. Maar door o.a. partizanen-invloed, kwam het korps niet verder dan het gebied tussen Turijn en het Comomeer.
Het 75e Legerkorps capituleerde op 2 mei 1945 tussen Turijn en het Comomeer aan Amerikaanse troepen.

## Bovenliggende bevelslagen
| Leger                      | Legergroep     | Plaats/regio | Begin         | Eind          |
| -------------------------- | -------------- | ------------ | ------------- | ------------- |
| direct onder bevel         | Heeresgruppe C | Ligurië      | januari 1944  | 17 maart 1944 |
| Armee-Abteilung von Zangen | Heeresgruppe C | Ligurië      | 17 maart 1944 | 31 juli 1944  |
| Armee Ligurien             | Heeresgruppe C | Ligurië      | 31 juli 1944  | 2 mei 1945    |

## Commandanten

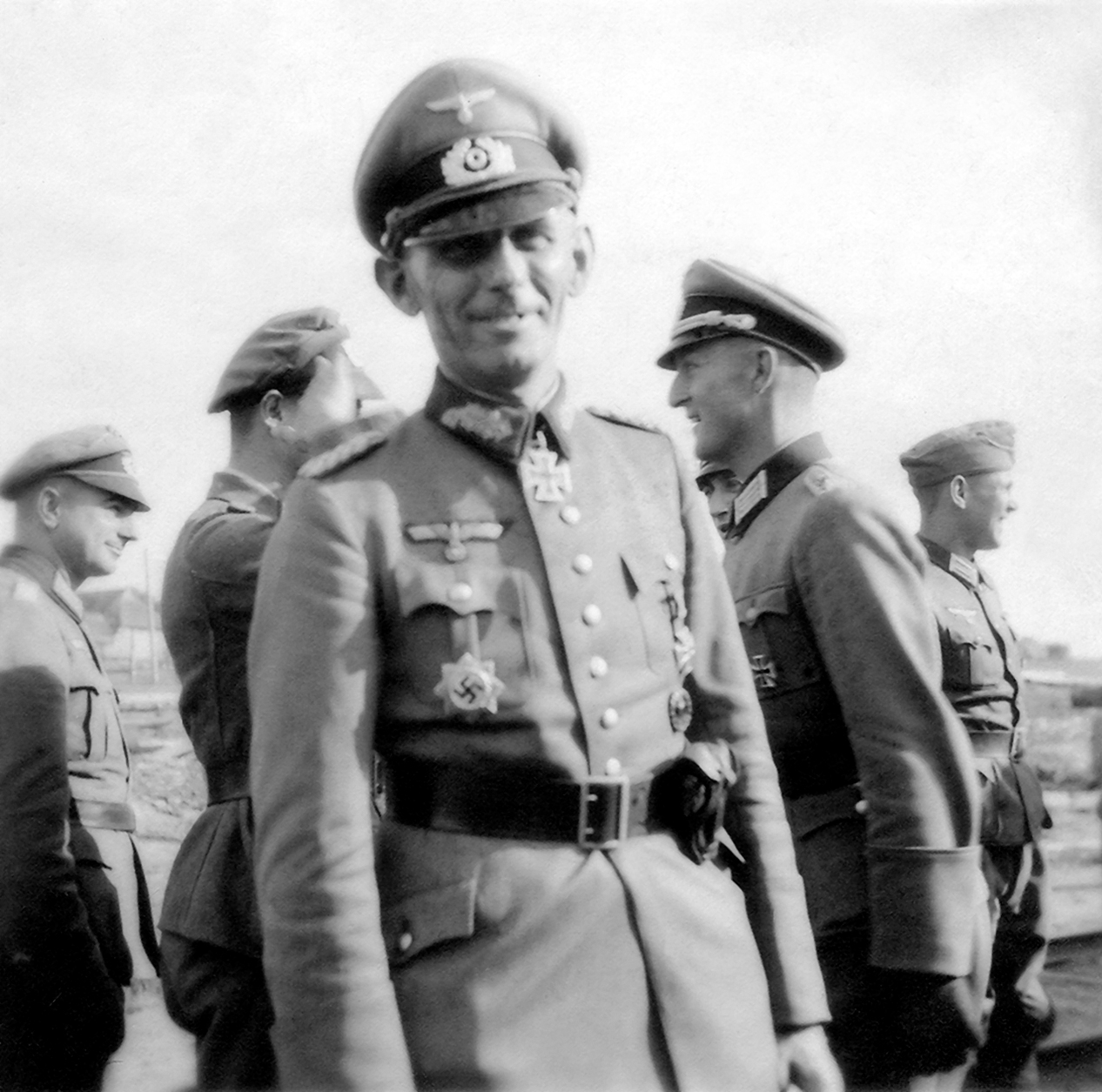
General Hans Schlemmer (hier als commandant van de 134e Infanteriedivisie)

| Rang                      | Naam           | Begin           | Eind        |
| ------------------------- | -------------- | --------------- | ----------- |
| General der Infanterie    | Anton Dostler  | 15 januari 1944 | 2 juli 1944 |
| General der Gebirgstruppe | Hans Schlemmer | 2 juli 1944     | 2 mei 1945  |